# Charles Szymkowicz
 (novembre 2017).
Si vous disposez d'ouvrages ou d'articles de référence ou si vous connaissez des sites web de qualité traitant du thème abordé ici, merci de compléter l'article en donnant les références utiles à sa vérifiabilité et en les liant à la section « Notes et références ».
Charles Szymkowicz, né le 17 janvier 1948 à Charleroi (Belgique), est un peintre belge du néo-expressionnisme européen.
Il est salué comme un grand peintre expressionniste européen à l'occasion de la rétrospective de ses œuvres qui est organisée en 1987 par le Kunstamt Wedding à Berlin.

## Biographie

### Enfance
Charles Szymkowicz naît le 17 janvier 1948 à Charleroi en Belgique de parents juifs polonais, Sura-Ajdla Wajsfelner et Joseph Szymkowicz.
Ses parents avaient émigré en 1930, quittant définitivement la Pologne afin de fuir la misère, les premiers pogroms antisémites. Ils s'étaient installés à Charleroi où son père était cordonnier, surnommé « le Shistè » (le cordonnier en Yiddish). Le frère de Charles Szymkowicz, Maurice était né en 1941 en pleine Seconde Guerre mondiale et si ses deux parents et son frère échappèrent aux nazis, les autres membres de la famille furent presque tous déportés dans les camps de la mort et peu en revinrent. Max et Zélik, ses deux oncles avaient survécu au camp d'Auschwitz et ils ont été recueillis chez les Szymkowicz à la libération. Sa vie sera marquée par ces disparitions douloureuses.
Durant son enfance, c'est par le cinéma et les affiches de cinéma que Charles prend conscience, instinctivement d’abord, qu’il est et sera peintre. Il crée sur ses cahiers d’écolier de nombreuses affiches de cinéma imaginaires pour des films imaginaires. Il découvre l'art et la peinture à travers les journaux et les revues d’art dans lesquels il est marqué par des artistes expressionniste comme Marcel Gromaire ou Bernard Buffet mais aussi par les peintres expressionnistes allemands et nordiques (Beckmann, Grosz, Dix, Nolde, Meidner, Kirchner, Soutine, Kokoschka, Schiele, Munch, etc.). Parallèlement à ses études secondaires à l'Athénée Royal de Charleroi, il fréquente les cours du soir de l'Académie des Beaux-Arts de Charleroi.

### Débuts
En janvier 1963, Charles Szymkowicz visite l’exposition du Palais des beaux-arts de Charleroi consacrée au peintre italien Renato Guttuso dont l’œuvre le marquera et le guidera toute sa vie. En septembre de la même année, il entre à l'Académie royale des Beaux-Arts de Mons dans l'atelier de peinture du peintre belge Gustave Camus qui lui enseignera les composantes fondamentales de la peinture et du dessin jusqu'en 1969.
En 1964, il découvre l’œuvre de Franz Kafka par le film d'Orson Welles, Le Procès. Il va alors réaliser plusieurs tableaux inspirés de Kafka dont Figures devant le soleil blanc qu’il présente au Salon du Cercle artistique de Charleroi et qui y fait grande impression.
Il réalise de façon artisanale une plaquette intitulée Szymkowicz-Mai 1969. C’est le premier d’une longue série d’ouvrages qu’il réalisera. En juin 1969, il termine le cycle complet de ses études à l’Académie royale des Beaux-Arts de Mons avec la mention Grande distinction pour la Peinture et le Dessin, avec notamment  Nature morte devant la cheminée qui sera acquise par le Musée des Beaux-Arts de Mons.

### Années 1970
Charles Szymkowicz installe son atelier à Mons en 1970 et présente sa première grande exposition personnelle à Bruxelles. Il rencontre Paul Caso, l’éminent critique d’art du journal belge Le Soir et remporte le Prix de l’Académie Royale des Beaux-Arts de Belgique.
C'est cette année-là que Charles Szymkowicz rencontre le poète, musicien et chanteur français Léo Ferré. Il noue une fraternelle et fidèle amitié avec le poète qui lui demande immédiatement d’illustrer la réédition du double-album Léo Ferré chante Baudelaire.
En 1971, il réalise L’Atelier, dessin monumental au fusain et technique mixte de 2,5 m de hauteur sur 27,5 m de longueur. Cette année, il crée le Groupe Maka pour défendre un art figuratif engagé dans le vif et l’humain du sujet: « Maka est un coup de poing qui vous veut du bien ».
Il rencontre en 1972 Renato Guttuso à Paris et à Varèse.
En 1974, ce dernier lui consacre un texte pour présenter une exposition à Bruxelles. Cette année-là, il réinstalle son atelier à Charleroi et est accueilli chez Léo Ferré en Italie où le poète vit depuis 1971 et où le peintre viendra souvent.
En septembre 1976, il est nommé professeur de dessin à l’Académie des Beaux-Arts de Charleroi.
En 1977, le critique et historien de l’art Paul Caso lui consacre une importante monographie qui est préfacée par Léo Ferré et Max-Pol Fouchet. Il peint les séries Momies – Mémoire et Écorchés  avec lesquels il réalise sa première exposition personnelle à Paris. Il organise, jusqu’en 1980, l’exposition Parallèles  qui réunit des peintres et sculpteurs belges à tendance expressive.
Une grande exposition personnelle à Milan, dont le catalogue est préfacé par l’important critique et historien de l’art italien Mario De Micheli (it), s'est déroulée en 1978.

### Années 1980
En 1980, Charles Szymkowicz est nommé professeur de peinture à l’Académie Royale des Beaux-Arts de Bruxelles. Benoît Rafray y fait partie de ses élèves.
En 1981, il se consacre aux trois dimensions et réalise de grands bas-reliefs (tissus, polyester et huile) en approfondissant le thème des Momies. Il commence à réaliser, jusqu’en 1984, une suite de deux cents dessins à la plume et encre de Chine intitulée Les Cicatrices.
Le livre Les Cicatrices qui accompagne la grande rétrospective de ses vingt ans de peinture au Musée des Beaux-Arts de Mons est édité en 1982.
En 1987, il installe son atelier à Gerpinnes, dans la campagne au sud de Charleroi.

### De 1990 à nos jours
Entre 1990 et 1992, Charles Szymkowicz commence la suite des « Têtes de suppliciés » et des « Aliénés » d’après l’œuvre de Théodore Géricault. Il commence aussi un grand cycle d’œuvres intitulé « Portraits d’Artistes » en hommage à ses phares, ses créateurs préférés (peintres, sculpteurs, musiciens, écrivains, philosophes).
Le 28 septembre 1995, à la suite de la mort de son père Joseph à l’âge de 90 ans, le peintre est désormais orphelin.
Il s’oppose, avec succès, en 1996, à l’organisation par le musée de la photographie de Charleroi à une exposition visant à réhabiliter un photographe belge rexiste et nazi. Il réalise sa première sculpture en bronze pour orner la pierre tombale de son père.
En 1997, il rencontre à Florence le grand sculpteur et graveur américain Leonard Baskin (en).
À l'occasion du cinquantième anniversaire de l’artiste en 1998, une grande exposition s'est déroulée au palais des beaux-Arts de Charleroi. Elle est présentée par Jacques Attali qui signe la préface du livre À cinquante ans d’amour et de peinture.
En 2006, s'est déroulée une importante exposition rétrospective en Italie intitulée Volti dalla Memoria – Visages de la Mémoire au Musée d’Art moderne et contemporain Raffaele De Grada de San Gimignano dont le commissaire est l’éminent professeur et critique d’art italien Enrico Crispolti (it) qui lui consacre pour cette occasion une monographie majeure.
Une grande exposition de ses œuvres intitulée Visages de la Mémoire a lieu en 2008 à Berlin à la Galerie Eva Poll. Charles Szymkowicz est invité, avec trois œuvres majeures, au sein de la rétrospective du peintre Renato Guttuso au Musée Renato Guttuso à Bagheria (Palerme) auquel il fait don du portrait qu’il a réalisé du maître italien. La Société régionale wallonne des Transports lui commande la décoration à Charleroi de la station de métro Ouest, dans le quartier de son enfance. Il fait réaliser à Venise deux mosaïques monumentales d’après Femme et enfant dans la Ville, ainsi que la transposition en céramiques de onze paysages extraits de la Suite Toscane.
En 2010, l'exposition d'Apollinaire à Van Gogh se tient à l'Abbaye de Stavelot soulignant la présence du Musée Apollinaire en ses murs en raison du séjour très productif du poète à Stavelot en 1899.
De juin à octobre 2017, sous le titre La peinture dans la gueule, Szymkowicz est de retour dans la ville où il s'est formé et propose à la salle Saint-Georges de Mons diverses thématiques dans une scénographie de l’architecte montois Frank Alland.
Du 10/12/2021 au 18/04/2022 se tient à Liège à La Boverie une grande exposition rétrospective.

## Liste non exhaustive de ses œuvres

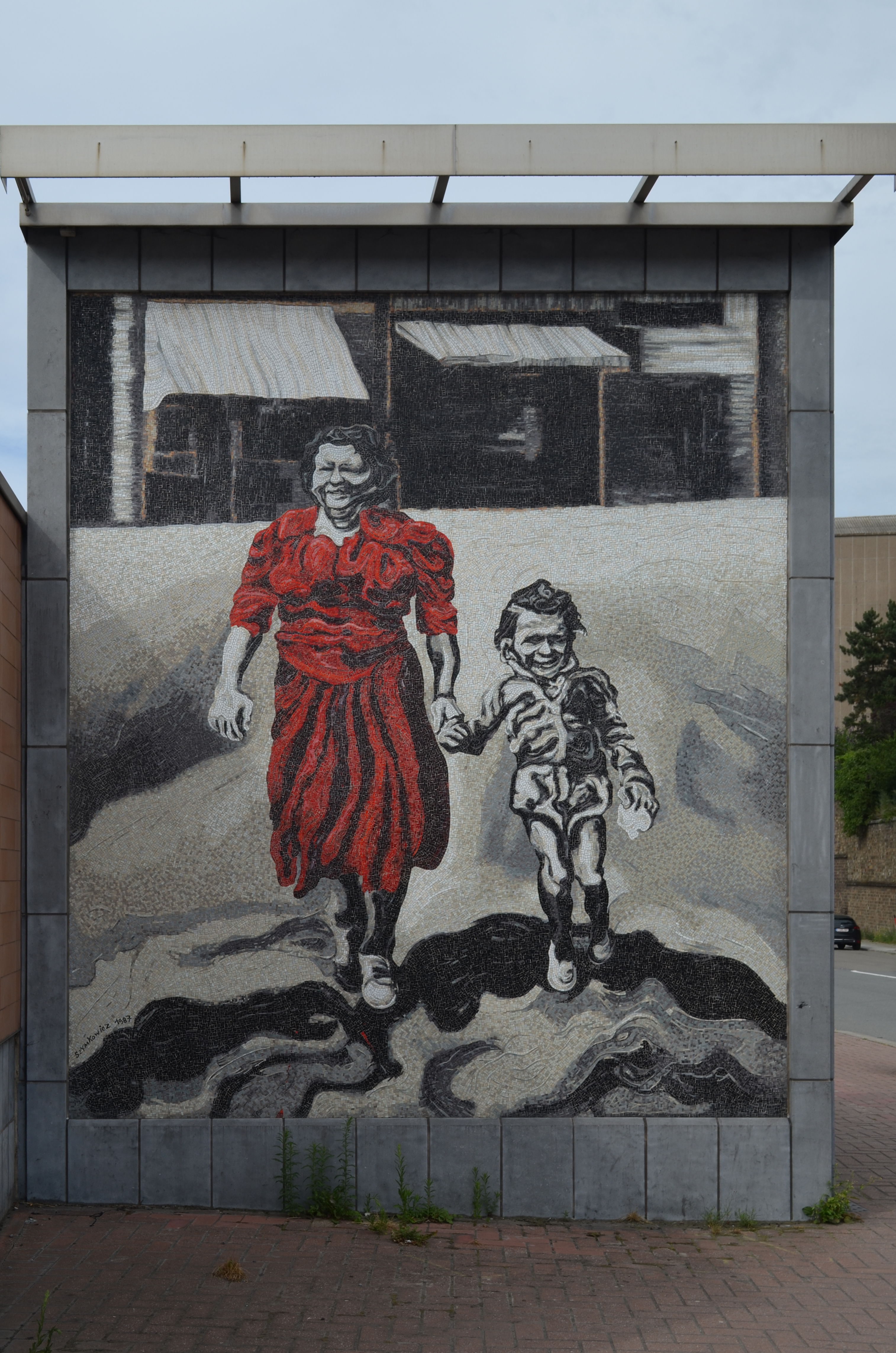
Femme et enfant dans la ville (1987).
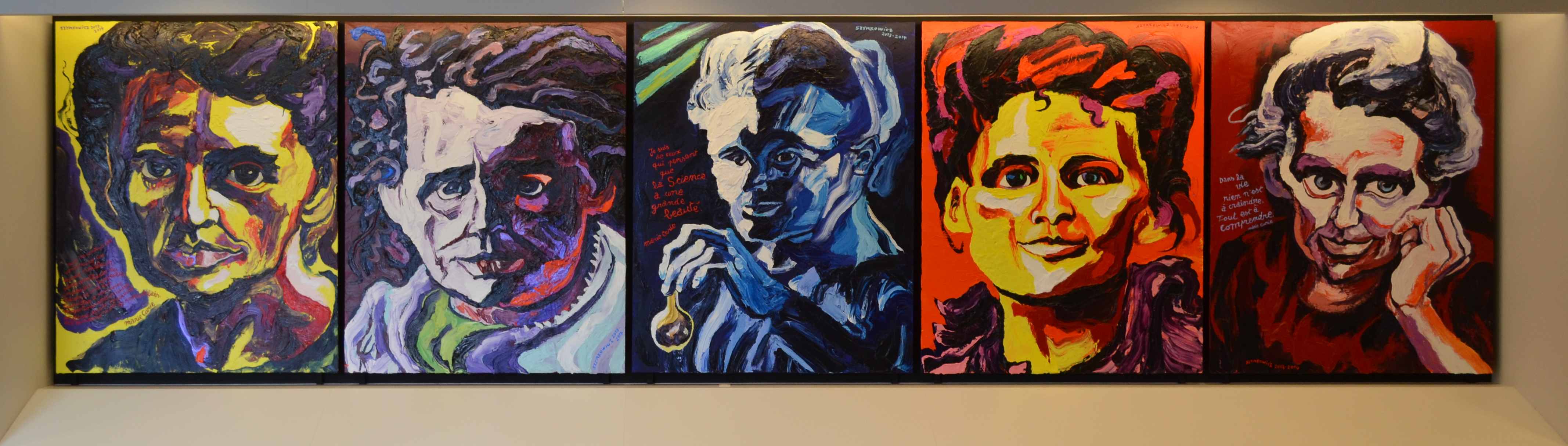
Hommage à Marie Curie (2013-2014).
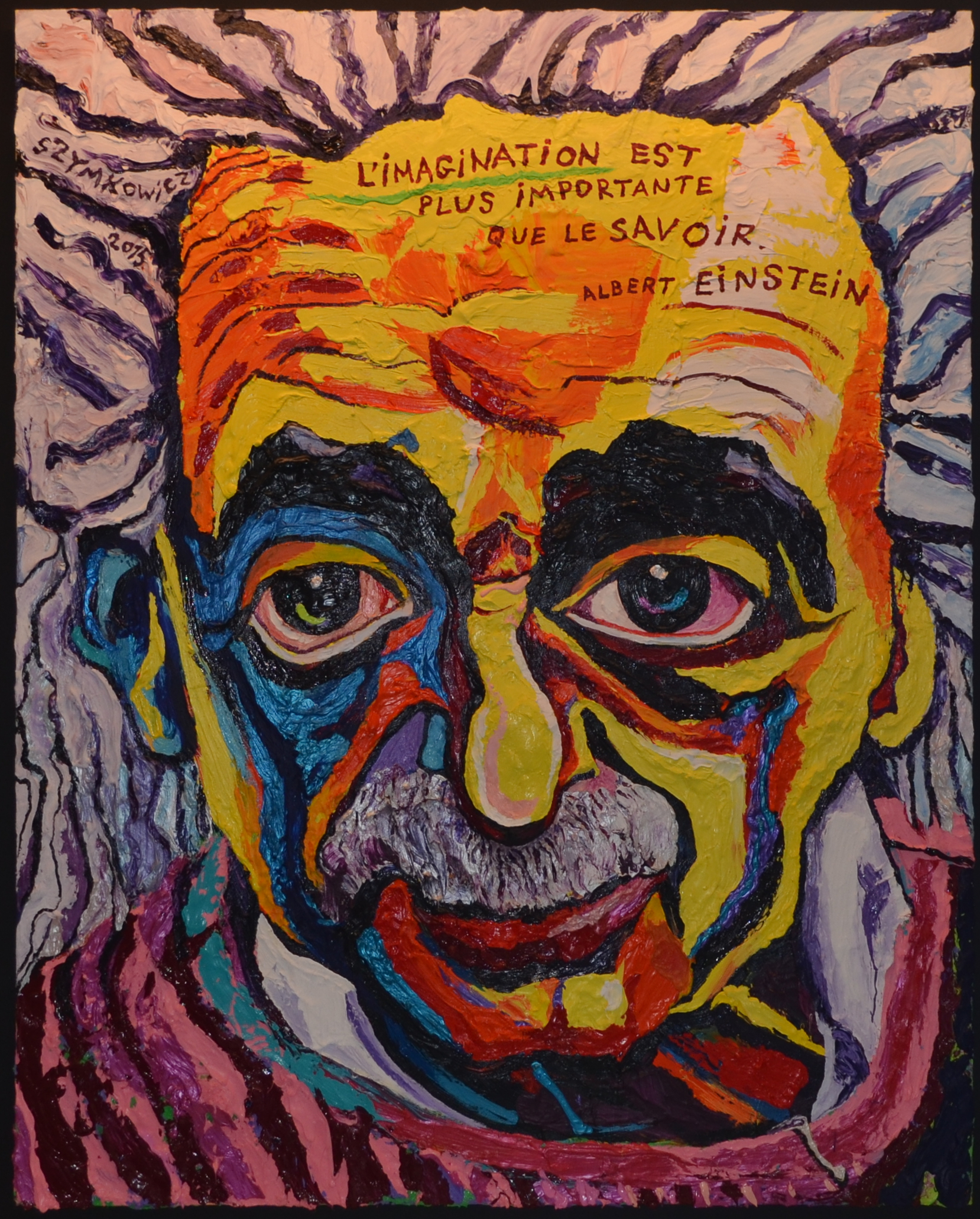
Albert Einstein (2015).

1968-1969
- Suite Nature morte ;
- Répression ;
- Nature morte au revolver.

1970
- Crânes devant le ciel rouge ;
- Le tonnerre ;
- Les guerriers et les os.

1972
- Les Couleurs du désordre

1973
- Thème de la guerre du Viêt Nam, du Cambodge, des goulags de l’Est, et des tortures à travers le monde :
  - Femmes qui pleurent ;
  - La violence ;
  - Trois têtes d’homme.
- Peinture monumentale Le Monde - L’Oppression.

1974
- Aux anarchistes assassinés.

1975
- Oppressions, suite d’œuvres :
- Cris, suite d’œuvres dont La Mémoire et Le Cri qui est acquis par l’État belge.

1978
- Les Explosions.

1979
- L’été 79

1982
- Grand enfant de la bombe.

1983
- Exposition au Musée communal des Beaux-Arts d’Ostende :
  - Salut Ensor, en hommage au grand peintre ostendais.

1984
- La main devant la bombe

1985
- Suite de tableaux intitulés Sura-Ajdla, le 19 mai 1985 ;
- Portrait en céramique de sa mère, morte cette année.

1986
- Évasion (Un mur à Berlin)

1987
- Femme et enfant dans la ville, d’après une photo de sa maman le tenant par la main, enfant, descendant le rue de la Montagne à Charleroi.

1988
- Autoportrait devant la mer ;
- La Mer rouge ;
- Je vous vois encore.

1989
- Tableau monumental pour sa fille Sarah ;
- Frères humains, d’après le poème de François Villon.

1994
- Poursuite de ses portraits d’artistes.

1998
- Le ciel bleu, dédié à sa fille Sarah.

1999
- Hommes.

2000
- Léo Ferré sur la scène.

2001
- L’homme, l’espace et l’art ;
- Suite Toscane : suite de paysages qu’il poursuivra chaque été.

2002
- Rimbaud à Gerpinnes.

2003
- Sarah et sa Toscane

2004-2005
- Autoportrait avec l’Art contemporain

2006
- Réalisation d'un grand tableau d’après la « Méduse » du Caravage.

2007
- Dans le cadre des portraits d’artistes » : réalisation des visages de Käthe Kollwitz, Otto Dix, Max Beckmann, George Grosz, Emil Nolde, Fritz Lang, Bertolt Brecht, Kurt Weill, Hannah Arendt, Lucian Freud, Ludwig Meidner, etc.

2009
- Avec le temps, rétrospective au Bois du Cazier à Charleroi : réalisation de seize « Figures de Mineurs »[8].

2010
- Exposition La peinture dans le sang, Musée juif de Belgique, Bruxelles :
  - À toi ;
  - Autoportraits en janvier ;
  - Figures de Primo Levi, Anne Frank, Alfred Dreyfus, Charlie Chaplin, etc. ;
  - Mémoires d’hommages.

2011
- Exposition personnelle, galerie La Louve, Louftémont : création de nouveaux portraits dont celui de Amy Winehouse.

## Publications

### Principaux ouvrages
- Textes, sérigraphies, gravures sur bois, 1969.
- Plaquette, Préface de Léo Ferré, textes et illustrations, 1970.
- L’Atelier, La Rue, La Nuit, textes et Illustrations, 1972.
- A mio Fratello Léo, textes de Léo Ferré, Renato Guttuso, Paul Caso. Illustrations, 1975.
- Monographie, textes de Paul Caso, Max-Paul Fouchet, Léo Ferré, Éditions Arts et Voyages. Bruxelles, 1977.
- Je parle à n'importe qui, avec Léo Ferré, Édition Gufo del Tramonto, 1979 (Réédité dans la Collection Les Étoiles des Éditions La Mémoire et la Mer. Monaco, 2000.)
- Je vous attends, textes de Léo Ferré, Éditions Paul Ide, Bruxelles, 1981.

### Ouvrages et catalogues d'expositions
- Milan-Charleroi-Paris, Trois expositions, Mario De Micheli, Paul Caso, Renato Guttuso, 1978.
- Exposition à Cologne. Maison Belge. Introduction de Paul Caso. 1980.
- Exposition à Varsovie. Palais des Arts et de la Culture. Texte de Jerzy Busza. 1980.
- Exposition à l’ancienne église Saint-André de Liège, Michel Hubin, Paul Caso, etc. Édition de la Ville de Liège, 1981.
- Les cicatrices, Paul Caso, Éditions Le Crache~Noir, 1982 (Ouvrage édité à l’occasion de la Rétrospective au Musée des Beaux-Arts de Mons).
- Rétrospective à Berlin au Kunstamt Wedding, Stefan Behrens, Paul Caso, etc., 1987.
- Invite Landuyt, Musée des Beaux-Arts de Mons. Textes de Guy Gilsoul, etc. 1988.
- Exposition à Jérusalem au Yad Vashem Art Museum - Mémorial de l’Holocauste, Paul Caso, Irit Salmon. 1989.
- Rétrospective au Palais des Beaux-Arts de Charleroi, Guy Gilsoul, Paul Caso, Léo Ferré, etc. Éditions Le Crache-Noir, 1989.
- Expositions à la Galerie J. Bastien Art à Bruxelles, BIAF Barcelone et Lineart Gand. Texte de Paul Caso. 1990.
- À Géricault, exposition à la Fein Arts Gallery Bruxelles, Marcel Paquet, Éditions Le Crache~Noir, 1992.
- La Mémoire et le Cri, exposition au Musée des Beaux-Arts de Mons, Lucien Rama, Éditions Le Crache~Noir, 1992.
- Libertés Absolues, La Mémoire et le Cri, Commémoration du 50e anniversaire de la Libération de Charleroi, Paul Caso, Lucien Rama, Marcello Conserva et Berrahal Kuider. Éditions Le Crache~Noir, 1994

À corps perdu corps retrouvé, exposition Octave Landuyt et Charles Szymkowicz au Musée des Beaux-Arts de Mons, Léo Ferré, Paul Caso, Élie Saegeman, Jan D’Haese. Éditions Le Crache~Noir, 1996
- À 50 ans d'amour et de peinture, exposition de 50 ans de l’artiste au Palais des Beaux-Arts de Charleroi, Léo Ferré, Paul Caso, éditions Le Crache~Noir, 1998
- Vivre la peinture !, exposition au Centre culturel de la Communauté française de Belgique Le Botanique à Bruxelles, Léo Ferré, Xavier Dieux, Yves Depelsenaire, Jules Gheude, Éric De Weer, Berrahal Kuider, etc. Éditions Le Crache~Noir, 1999
- Et j’ai vu quelquefois ce que l’homme a cru voir !, exposition au Musée Arthur Rimbaud à Charleville-Mézières, Léo Ferré, Michel Bouquet, Robert Horville, Pierre Klees, Xavier Dieux, Alain Tourneux. Éditions Le Crache~Noir, 2003
- Léo à Charleroi, éditions La Mémoire et la Mer, Monaco, 2003.
- Volti dalla memoria Visages ~ surgissements de la mémoire, a cura di Enrico Crispolti, exposition rétrospective en Italie à la Galleria d’Arte Moderna e Contemporanea « Raffaele De Grada » de San Gimignano, éditions Le Crache~Noir, 2006
- Expositions à Berlin « Visages de la Mémoire - Gesichter der Erinnerung », Enrico Crispolti, Henri Raczymow, etc., éditions Le Crache~Noir, 2008 (Ouvrage édité à l’occasion des ).
- Avec le temps, rétrospective au Bois du Cazier à Charleroi, Enrico Crispolti, Maxime Longrée, Léo Ferré, Henri Raczymow, Jacques Attali, éditions Le Crache~Noir, 2009
- La peinture dans le sang, exposition au Musée juif de Belgique à Bruxelles, Enrico Crispolti, Charles Szymkowicz, Léo Ferré, Henri Raczymow, Jacques Attali, Michel Bouquet, éditions Le Crache~Noir, 2010
- D'Apollinaire à Van Gogh - l’Expression du génie européen, exposition à l’Abbaye de Stavelot, Freddy Joris, Enrico Crispolti, Manuela Crescentini, Charles Szymkowicz, Léo Ferré, éditions Institut du Patrimoine Wallon, 2010
- Maudits !, exposition à la Galleria Nove à Berlin, Enrico Crispolti, Léo Ferré, Charles Szymkowicz, éditions Le Crache~Noir, 2012

## Collections et expositions
- Musée Arthur Rimbaud, Charleville-Mézières : œuvre de grand format exposé à partir du 23 janvier 2024 dans la salle Voyages[9]

#### Articles
- Paul Caso, « Szymkowicz à Jérusalem », Le Soir,‎ 5 avril 1989 (lire en ligne)
- Paul Caso, « Szymkowicz, «hyperexpressionniste» Des couleurs qui montent d'un volcan... », Le Soir,‎ 10 mai 1990, p. 9 (lire en ligne)
- Olivier Collot, « Une rétrospective du peintre pour ses 50 ans », Le Soir,‎ 18 mai 1998, p. 15 (lire en ligne)
- Marcel Leroy, « Charles Szymkowicz expose ses portraits de « l'homme aux semelles de vent » », Le Soir,‎ 19 avril 2003, p. 27 (lire en ligne)
- « Peindre par besoin », Le Soir,‎ 10 avril 2010, p. 50 (lire en ligne)

#### Ouvrages
- Paul Caso, Szymkowicz, Bruxelles, Arts et Voyages, Lucien De Meyer, 1977, 120 p. (ISBN 2-8016-0082-2).